# James River (Dakota)
 For alternative betydninger, se James River. (Se også artikler, som begynder med James River)
James River, også kendt under navnet Dakota, er i flod der løber  i delstaterne North Dakota og South Dakota i USA. Den er en biflod til Missourifloden og er 1.143 km lang. Den begynder i den centrale del af North Dakota, og løber hovedsagelig mod syd gennem et fladt prærielandskab. Den munder ud i Missouri ved byen Yankton i South Dakota. Den største by langs floden er Aberdeen.